# Reduto Nacionalista da República da China
```
   |-
       |
Erro:
:  
valor não especificado para "
nome_comum
"
```

O Reduto Nacionalista da República da China ou apenas Reduto do Grande Marechal, do Exército e da Marinha da República da China foi um governo em Shanghai que sucedeu o Governo da República da China em Guangzhou após o Partido Nacionalista da China (Kuomintang) ser expulso pelos senhores da guerra da provincia de Cantão.
em 1924 foi aberto o 1º Congresso Nacional do Kuomintang e a Academia Militar de Whampoa foi aberta, fundando o Exército Nacional Revolucionário. Sun Yat-sen decidiu que ao contrario do regime anterior, ele iria criar um Sistema de partido dominante e concentrar os esforços para primeiro unificar a China e depois focar na criação de um governo, todavia, em 1925 ele veio a falecer, não concluindo seus objetivos.
| Precedido por Governo da República da China em Guangzhou (1921–1922) | Reduto Nacionalista da República da China 1923–1925 | Sucedido por Governo Nacionalista (República da China) (1926–1949) |